# Građanski rat u Severnom Jemenu
Građanski rat Severnog Jemena (арап. ثورة 26 سبتمبر, Thawra 26 Sabtambar, „26. septembarska revolucija”) je vođen u Severnom Jemenu od 1962. do 1970. između rojalističkih partizana Mutaveklijskog kraljevstva i pristalica Jemenske arapske republike. Rat je započeo državnim udarom koji su 1962. godine izvršili revolucionarni republikanci na čelu sa vojskom pod komandom Abdulaha el-Salala, koji je svrgnuo novokrunisanog imama Muhameda el-Badra i proglasio Jemen republikom. Imam je pobegao na granicu sa Saudijskom Arabijom gde je okupio narodnu podršku severnih šiitskih plemena kako bi preuzeo vlast, što je ubrzo eskaliralo u puni građanski rat.
Na rojalističkoj strani su Jordan, Saudijska Arabija i Izrael pružali vojnu pomoć, a Britanija je pružala prikrivenu podršku, dok je republikance podržavao Egipat i snabdevani su ratnim avionima iz Sovjetskog Saveza. Učestvovale su strane neregularne i konvencionalne snage. Egipatski predsednik Gamal Abdel Naser podržao je republikance sa čak 70.000 egipatskih trupa i oružjem. Uprkos nekoliko vojnih akcija i mirovnih konferencija, rat je potonuo u mrtvu tačku do sredine 1960-ih.
Smatra se da je učešće Egipta u ovom ratu osujetilo njihovu performansu u Šestodnevnom ratu u junu 1967. godine, nakon čega je Naser smatrao da je sve teže da održava svoje vojno učešće, te je počeo da povlači svoje snage iz Jemena. Iznenađujuće uklanjanje Salala 5. novembra dejstvom jemenskih disidenata, podržano od strane republikanskih plemenskih poglavara, rezultiralo je unutrašnjom smenom vlasti u glavnom gradu, dok su mu rojalisti prilazili sa severa. Novu republikansku vladu su predvodili Kadi Abdul Rahman Irjani, Ahmed Noman i Mohamed Ali Utman, svi od kojih su ubrzo ili podneli ostavku ili napustili zemlju, ostavivši opuštenu prestonicu pod kontrolom premijera Hasana Amrija. Opsada Sane iz 1967. postala je prekretnica rata. Republički premijer je uspeo da zadrži kontrolu nad Sanom i do februara 1968. rojalisti su obustavili opsadu. Sukobi su trajali paralelno s mirovnim pregovorima do 1970. godine, kada je Saudijska Arabija priznala republiku, i na snagu je stupio prekid vatre.
Egipatski vojni istoričari tretiraju rat u Jemenu kao svoj Vijetnam. Istoričar Mičael Oren (bivši izraelski ambasador u Sjedinjenim Državama) napisao je da je vojna avantura Egipta u Jemenu bila toliko katastrofalna da je „skorašnji rat u Vijetnamu lako mogao da bude nazvan američkim Jemenom”.

## Zaleđina

### Jemen
Imam Ahmad bin Jahja je nasledio jemenski tron 1948. godine. Godine 1955, pukovnik Ahmad Talaja, obučen u Iraku, predvodio je pobunu protiv njega. Grupa vojnika pod njegovom komandom je opkolila kraljevsku palatu El Urdi u Taizu, utvrđeno uporište u kojem je imam živeo sa svojim haremom, kraljevskim blagom, arsenalom modernog oružja i 150 čuvara palate. Oni su zahtevali Ahmedovu abdikaciju. Ahmad se složio, ali je zahtevao je da ga nasledi njegov sin Muhamed el-Badr. Talaja je to odbio, preferirajući kraljevog polubrata, Emira Sejfa el Islam Abdulaha, 48-godišnjeg ministra spoljašnjih poslova. Dok je Abdulah radio na formiranju nove vladu, Ahmad je otvorio trezor i potajno počeo da potkupljuje okupacione vojnike. Nakon pet dana, broj okupacionih vojnika je smanjen sa 600 na 40. Ahmad je tada izašao iz palate, sa maskom đavola na licu, mašući dugom sabljom, zastrašujući opsadnike. Usmrtio je par vojnika pre nego što je zamenio mač automatom i poveo svoju gardu na krov palate čime je započeo direktan napad na pobunjenike. Nakon 28 sati, 23 pobunjenika i jedan čuvar palate bili su mrtvi, a Talaja je odustao od dalje opsade. Kasnije je objavljeno da je Abdulah pogubljen, i da je Talaju javno odrubljena glava.
U martu 1958, el-Badr je došao u Damask da obavesti Nasera da se Jemen pridružio Ujedinjenoj Arapskoj Republici (UAR). Međutim, Ahmad je zadržao svoj tron i svoju apsolutnu moć, i aranžman je predstavljao samo bliski savez. Godine 1959, Ahmad je boravio u Rimu na lečenju svog artritisa, reume, srčanih tegoba i, po nekim izvorima, zavisnosti od droga. Tokom njegovog odstustva došlo je do sukoba između plemenskih poglavara, i el-Badr je bezuspešno pokušavao umiri disidente obećavajući „reforme”, uključujući imenovanje predstavničkog saveta, veće plate za vojsku i promocija. Po povratku, Ahmad je odlučio da uništi „agente hrišćana”. On je naredio pogubljenje dekapitacijom jednog od svojih podanika i amputaciju leve ruke i desnog stopala petnaestoro drugi kao kaznu za ubistvo visokog zvaničnika prethodnog juna. Jemenski radio je prestao da emituje govore vojnih oficira i razgovori o reformama su utihnuli.
U junu 1961. godine Ahmad se još uvek oporavljao od pokušaja atentata četiri meseca ranije i preselio se iz glavnog grada, Taiz, u palatu Sala. Badr, koji je u to vreme već bio ministar odbrane i spoljnih poslova, postao je isto tako vršilac dužnosti premijera i ministra unutrašnjih poslova. Uprkos tome što je bio prestolonaslednik, bilo je neophodno da ulemi u Sani odaberu el-Badra. On nije bio popularan među ulemima zbog povezanosti s Naserom, i oni su odbili Ahmadov zahtev za ratifikaciju Badrove titule. Imam Ahmad umro je 18. septembra 1962. godine, a nasledio ga je njegov sin Muhamed el-Badr. Jedno od njegovih prvih dela bilo je imenovanje pukovnika Abdulaha Salala, poznatog socijaliste i naseriste, za komandanta straže palate.

### Egipat
Naser je gledao na promenu režima u Jemenu od 1957. i konačno je svoje želje sproveo u delo u januaru 1962. dajući Pokretu slobodnog Jemena kancelarijski prostor, finansijsku podršku i radio termine. Naserova biografija Entonija Natinga identifikuje nekoliko faktora koji su naveli egipatskog predsednika da pošalje ekspedicione snage u Jemen. To je uključivalo raspad unije sa Sirijom 1961. godine, koji je raspustio njegovu UAR samo po imenu, narušivši njegov prestiž. Brza odlučujuća pobeda u Jemenu mogla bi mu pomoći da povrati vođstvo u arapskom svetu. Naser je takođe želeo da održi svoju reputaciju arapskog nacionaliste, ciljajući na proterivanje britanskih snaga iz Južnog Jemena, uključujući prisustvo Britanije u strateškom lučkom gradu Adenu.
Mohamed Hajkal, hroničar egipatskog odlučivanja o nacionalnoj politici i Naserov poverenik, napisao je u Za Egipat, a ne za Nasera, da je diskutovao sa Naserom temu podrške puču u Jemenu. Hajkal je tvrdio da Salalova revolucija ne može da apsorbuje ogroman broj egipatskog osoblja koje bi stiglo u Jemen da podrži njegov režim, i da bi bilo mudro razmotriti slanje arapskih nacionalističkih dobrovoljaca sa celog Bliskog istoka da se bore zajedno sa republikanskim jemenskim snagama, predlažući Španski građanski rat kao šablon za vođenje događaja u Jemenu. Naser je odbio Hajkalove ideje, insistirajući na potrebi da se zaštiti arapski nacionalistički pokret. Naser je bio uveren da će puk egipatskih specijalnih snaga i krilo lovaca-bombardera moći da obezbede jemenski republički državni udar.
Naserova razmišljanja o slanju trupa u Jemen su možda uključivala sledeće: (1) uticaj njegove podrške Alžirskom ratu za nezavisnost od 1954–62; (2) odvajanje Sirije od Naserove UAR 1961; (3) iskorišćavanje prekida u britanskim i francuskim odnosima, koji su bili zategnuti Naserovom podrškom FLN-u u Alžiru i prvenstveno zbog njegovih napora da potkopa Organizaciju centralnog ugovora (CENTO), što je izazvalo pad Iračke monarhije u 1958; (4) suprotstavljanje imperijalizmu, što je Naser video kao egipatsku sudbinu; (5) garantovanje dominacije Crvenog mora od Sueckog kanala do moreuza Bab-el-Mandeb; (6) odmazdu saudijskoj kraljevskoj porodici, za koju je Naser smatrao da je potkopala njegovu zajednicu sa Sirijom.

## Literatra
- Dresch, Paul (27. 1. 1994). Tribes, Government, and History in Yemen. New York: Oxford University Press. стр. 480. ISBN 978-0-19-827790-3. OCLC 19623719.
- Dresch, Paul (2000). A History of Modern Yemen. Cambridge; New York: Cambridge University Press. ISBN 978-0-521-79092-5. OCLC 43657092.
- Hart-Davis, Duff (2011). The War That Never Was. Random House. ISBN 978-1-84605-825-7. OCLC 760081166.

---  (paperback edition), London: Arrow Books, 2012. OCLC 772967969.  978-0-099-55329-8.
- Jones, Clive (2004). Britain and the Yemen Civil War, 1962–1965: Ministers, Mercenaries and Mandarins: Foreign Policy and the Limits of Covert Action. Brighton ; Portland Or.: Sussex Academic Press. ISBN 978-1-903900-23-9. OCLC 54066312.
- Oren, Michael B. (2002). Six Days of War: June 1967 and the Making of the Modern Middle East. Oxford: Oxford University Press. стр. 7—13, 39, 40. ISBN 978-0-19-515174-9. OCLC 155856672.
- Orkaby, Asher (2017). Beyond the Arab Cold War: The International History of the Yemen Civil War, 1962-68. Oxford: Oxford University Press. ISBN 978-019-061844-5. OCLC 972901480.
- Pollack, Kenneth M. (2002). Arabs at War: Military Effectiveness, 1948–1991. Studies in war, society, and the military. Lincoln, Nebraska: University of Nebraska Press. стр. 698. ISBN 978-0-8032-3733-9. OCLC 49225708.
- Safran, Nadav (februar 1988). Saudi Arabia: The Ceaseless Quest for Security. Ithaca, New York: Cornell University Press. ISBN 978-0-8014-9484-0. OCLC 16833520.
- Schmidt, Dana Adams (1968). Yemen: The Unknown War. New York: Holt, Rinehart, and Winston. LCCN 68024747. OCLC 443591.
- Small, Melvin; Singer, J. David (1982) [1972]. Resort to Arms: International and Civil Wars, 1816–1980 (2nd изд.). Beverly Hills, California: Sage Publications. ISBN 978-0-8039-1776-7. LCCN 81018518. OCLC 7976067.